# (4040) Purcell
(4040) Purcell es un asteroide perteneciente al cinturón de asteroides, descubierto el 21 de septiembre de 1987 por Edward Bowell desde la Estación Anderson Mesa (condado de Coconino, cerca de Flagstaff, Arizona, Estados Unidos).

## Designación y nombre
Designado provisionalmente como 1987 SN1. Fue nombrado Purcell en honor al compositor británico del barroco Henry Purcell.